# Vlčtejn
Vlčtejn – gmina w Czechach, w powiecie Pilzno Południe, w kraju pilzneńskim. Według danych z dnia 1 stycznia 2014 liczyła 93 mieszkańców.